# Четырёхмерная топология
Четырёхмерная топология — раздел топологии, который исследует топологические и гладкие четырёхмерные многообразия.
4-мерные многообразия появляются в общей теории относительности как пространство-время.

## Особые свойства
В размерности 4 теория топологических и гладких многообразий сильно отличается от низших и высших размерностей.
- Во всех размерностях, кроме 4, обнуление класса Кёрби — Зибенманна даёт необходимое и достаточное условие для существования кусочно-линейной структуры.
- Во всех размерностях, кроме 4, компактное топологическое многообразие имеет лишь конечное число различных кусочно-линейных и гладких структур. В размерности 4 их число может быть счётным.
- Во всех размерностях, кроме 4, евклидово пространство не имеет экзотических гладких структур. В размерности 4 их несчётное число.
- Решение гладкой гипотезы Пуанкаре известно во всех размерностях, кроме 4 (как правило, она неверна в размерностях, начиная с 7).
  - Гипотеза Пуанкаре для кусочно-линейных многообразий также решена для всех размерностей, кроме 4.
- Гладкая теорема об h-кобордизмe верна при условии, что ни многообразие, ни его граница не имеют размерность 4. Она неверна, если граница имеет размерность 4 (как показано Дональдсоном), и неизвестно, верна ли она, если размерность самого кобордизма равна 4.
- Трюк Уитни не работает в размерности 4.

## Классификация

### Топологическая
Гомотопический тип односвязного компактного 4-мерного многообразия зависит только от его формы пересечений.
- По теореме Фридмана, многообразия такого типа классифицируются с точностью до гомеоморфизма формой пересечения и Z/2Z-инвариантом, так называемым классом Кёрби — Зибенманна.
  - Более того, может возникнуть любая комбинация унимодулярной формы и класса Кёрби — Зибенманна, за исключением случая, когда форма чётна — в этом случае класс Кёрби — Зибенманна должен быть равен {\displaystyle \tau /8{\pmod {2}}}, где {\displaystyle \tau } обозначает сигнатуру формы пересечений.

Примеры:
- В частном случае, когда форма равна 0, теорема даёт 4-мерный случай топологической гипотезы Пуанкаре.
- Если форма равна E8, получается так называемое E8-многообразие. Это многообразие не допускает триангуляции.
- Для формы Z, есть два многообразия в зависимости от класса Кёрби — Зибенманна: 2-мерное комплексное проективное пространство и фальшивое проективное пространство (того же гомотопического типа, но не гомеоморфное ему).
- Когда ранг больше 28, число положительно определённых унимодулярных форм начинает расти чрезвычайно быстро. Поэтому появляется огромное количество соответствующих односвязных топологических 4-многообразий.

Классификация Фридмана может быть продолжена в некоторых случаях, когда фундаментальная группа не слишком сложна.
Например, если она изоморфна Z, то существует классификация с использованием эрмитовых форм над групповым кольцом группы Z. В случае слишком больших фундаментальных групп (например, свободной группы с 2 образующими) метод Фридмана не применим, и очень мало известно о таких многообразиях.
Для любой конечно заданной группы существует гладкое компактное 4-мерное многообразие, фундаментальная группа которого изоморфна этой группе.
Поскольку не существует алгоритма, позволяющего определить, являются ли два задания группы изоморфными, не существует и алгоритма, чтобы определить, когда два многообразия имеют изоморфные фундаментальные группы.
Это одна из причин, почему значительная часть работ о 4-мерных многообразиях рассматривают односвязной случай:
известно, что в общем случае многие задачи неразрешимы.

### Гладкая
Для многообразия размерности не более чем 6 любая кусочно-линейная структура может быть сглажена единственным образом.
В частности, классификация 4-мерных кусочно-линейных многообразий не отличается от теории 4-мерных гладких многообразий.
Поскольку топологическая классификация известна, классификация односвязных компактных гладких 4-многообразий сводится к двум вопросам:
1. Какие топологические многообразия являются сглаживаемыми?
2. Как расклассифицировать гладкие структуры на сглаживаемых многообразиях?

На первый вопрос имеется почти полный ответ.
Во-первых, класс Кёрби — Зибенманна должен обнулиться, и во-вторых:
- Если форма пересечений знакоопределённая, то теорема Дональдсона дает полный ответ: гладкая структура существует тогда и только тогда, когда форма диагонализуема.
- Если форма не знакоопределённая и нечётная, то гладкая структура существует.
- Если форма не знакоопределённая и чётная, мы можем предположить, что она имеет неположительную сигнатуру (иначе изменим ориентацию). В этом случае ответ зависит от размерности формы {\displaystyle d} и её сигнатуры {\displaystyle \tau }.  
  - Если {\displaystyle 8d\geqslant 11\tau }, то гладкая структура существует; она задается путём взятия связной суммы нескольких копий K3-поверхностей и {\displaystyle \mathbb {S} ^{2}\times \mathbb {S} ^{2}}.
  - Если {\displaystyle 8d\leqslant 10\tau }, то по теореме Фурута гладкой структуры не существует.
  - В оставшемся зазоре, между 10/8 и 11/8, ответ по большей части неизвестен. Так называемая «11/8 гипотеза» гласит, что гладкой структуры не существует, если размерность/|сигнатура| меньше 11/8.

На сегодня не известно ни одного сглаживаемого многообразия, для которого ответ на второй вопрос был бы известен.
В настоящее время не существует ни одной правдоподобной гипотезы о том, как данная классификация может выглядеть.
Дональдсон показал, что на некоторых односвязных компактных 4-мерных многообразиях, таких как поверхности Долгачёва, есть счётно-бесконечное число различных гладких структур.
Есть несчётное количество различных гладких структур на R4.